# 효

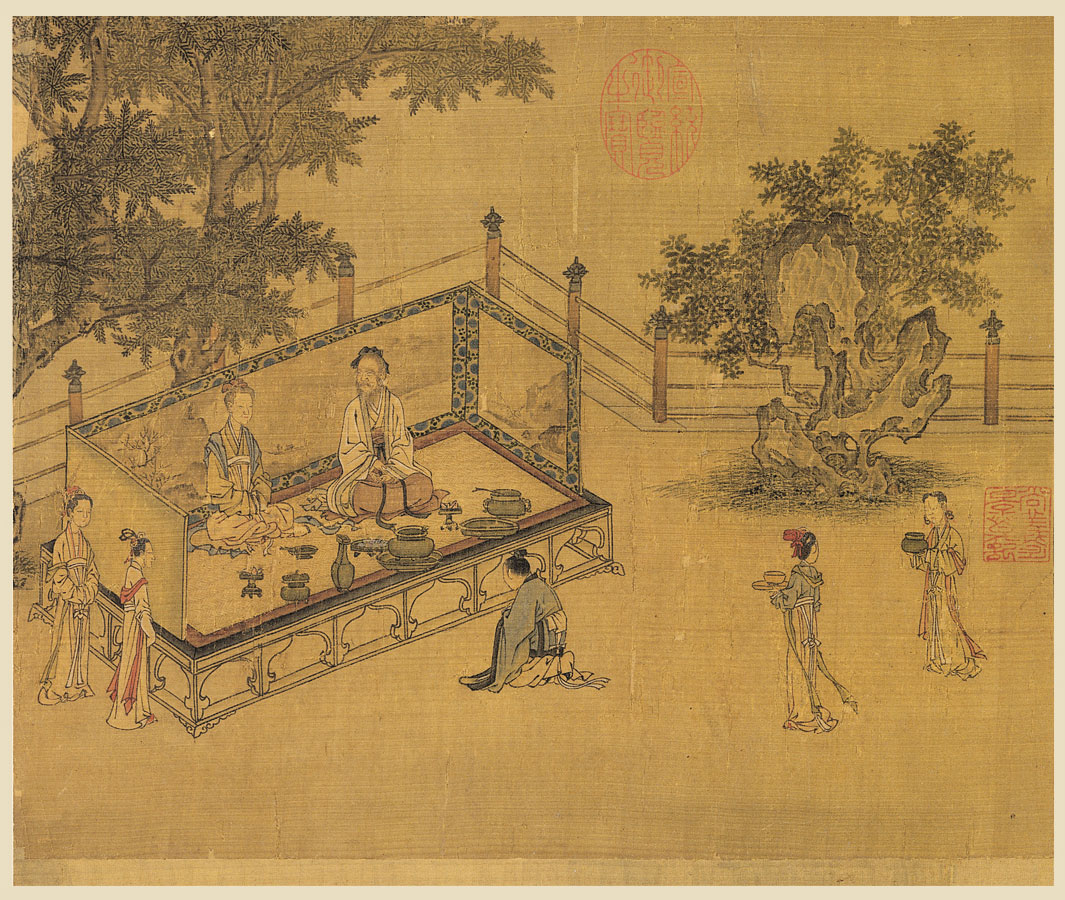
효경 삽화의 한 장면은 그의 부모 앞에 무릎을 꿇은 아들을 묘사한다.

효(孝)는 스스로 부모를 봉양하는 마음으로, 동양에서 충(忠)과 더불어 가장 중요하게 여겨진 가치관이다.
공자, 맹자, 주자 등과 같은 유가 계열의 중국 사상가들에게는 중요한 가치로 인식되었다. 공자는 효의 본유 관념으로서 공경심을 강조하며, 봉양하는 일뿐 아니라 공경하는 마음(敬)이 관건이라고 하였다. 웃어른에 대한 예절로는 얼굴빛, 즉 존경하는 태도가 문제라고 했다.
반면 묵자는 효의 존비친소(尊卑親疎)적 사랑(愛)이 오히려 혈연끼리의 관계만을 지나치게 부각시켜 혈연을 통한 관계가 인간관계의 중심이 되고, 그로 인해 서로의 혈연을 중시하면서 서로 싸움이 일어나 세상이 혼란해졌다며 효를 사회 혼란의 원인으로 보기도 했다. 또한 노자 역시 효라는 가치가 인위적인 인의(仁義)를 강조해 자연(自然)스러운 상태가 없어서 혼란해지자 나타난 가치라며 역시 효를 비판하기도 했다.
효는 삼국유사 등의 기록을 통해 한반도의 국가에서도 중시되어 왔음을 알 수 있다. 조선시대 정조의 명으로 편찬된 오륜행실도 또한 효를 중시하는 내용들이 수록되어있다. 다만 조선시대에는 본격적인 봉건적 중앙집권국가로 바뀌면서 근본이념에서 충보다 한 단계 하락하는 처지가 되었는데, 조선시대의 각종 문헌에서 신하된 도리가 먼저고 효가 다음이라는 내용이 자주 보인다.
효는 서양에서도 많이 다루어져 왔다. 아리스토텔레스는 중요한 것은 남편과 아내 사이의 관계이지, 부모와 자식 사이의 관계가 아니라는 것을 강조했다. 남편과 아내는 자식들과 달리 평등한 관계이지만, 부모가 자식에게 자연적인 애정을 베푼다는 이유로 자식은 부모에게 복종을 해야하기 때문에 아리스토텔레스는 이는 군주적이라고 말했다.
“Honer your father and mother” 기독교 성경의 십계명 中 제5계명이다. 자녀는 부모에게 존경과 감사의 마음을 품고, 잘 돌보아야 한다는 의미를 담고 있다. 동양의 효(孝)와 비교했을 때, 공경이라는 큰 틀은 같지만, 봉양, 예절에 중점을 두는 유교적 효에 비해 성경에서는 순종, 경청에 중점을 두며, 신의 명령이자 도덕적 의무로 보고 있다.
효 관념은 현대 관점에서 조금 다르게 볼 수 있다. 법적 시선으로 봤을 때, 단적인 예시로 2022년 가사소송법 개정이 있다. 가정에서 학대당한 미성년 자녀는 법원에 부모를 상대로 ‘어버이의 권리’를 박탈해달라고 요구할 수 있게 되었다. 무조건적 복종과 봉양을 중심 가치로 여겼던 전통적 관점과 달리, 현대의 관점에서는 법이 ‘부모가 부모의 의무를 이행하지 않았다’ 라고 판단하면 자식은 자식의 의무를 다하지 않아도 되는 것이다.

## 같이 보기
- 의무

1. ↑  “효 관념의 현대적 이해”. 이름 목록에서 |이름1=이(가) 있지만 |성1=이(가) 없음 (도움말)